# Historia de los judíos en Ucrania

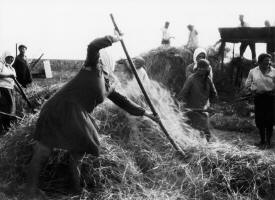
Agricultores ucranianos de origen judío en una granja colectiva en 1930.

La historia de los judíos en Ucrania se remonta a más de mil años; Las comunidades judías han existido en el territorio moderno de Ucrania desde la época de la Rus de Kiev (finales del siglo IX a mediados del siglo XIII). Allí surgieron importantes movimientos religiosos y culturales judíos, desde el jasidismo hasta el sionismo. Según el Congreso Judío Mundial, la comunidad judía de Ucrania constituye la tercera más grande de Europa y la quinta más grande del mundo.
En ocasiones, la comunidad judía de Ucrania floreció, mientras que en otras se enfrentó a persecución y discriminación antisemita. En tiempos de la República Popular Ucraniana (1917-1920), el ídish se convirtió en lengua estatal, junto con el ucraniano y el ruso. En ese momento se creó la Unión Nacional Judía y se concedió a la comunidad un estatus autónomo. Antes de la Segunda Guerra Mundial, poco menos de un tercio de la población urbana de Ucrania estaba formada por judíos.[cita requerida] Los judíos ucranianos incluían subgrupos con características distintas, incluidos los judíos asquenazíes, los judíos de las montañas, los judíos de Bujará, los caraítas de Crimea, los crimchacos y los judíos georgianos. En los últimos años a consecuencia de la guerra entre Ucrania y Rusia la comunidad judía ha mermado estimando su población en 20.000 personas a mediados del año 2024.

En 1959, Ucrania contaba con 840.000 judíos, una disminución de casi el 70% con respecto al total de 1941 (dentro de las fronteras actuales de Ucrania). La población judía de Ucrania continuó disminuyendo significativamente durante la Guerra Fría. En 1989, la población judía de Ucrania era solo un poco más de la mitad de la de 1959. Durante y después del colapso del comunismo en la década de 1990, la mayoría de los judíos abandonaron el país y se trasladaron al extranjero, principalmente hacia Israel. El antisemitismo, incluidos los ataques violentos contra judíos, seguía siendo un problema en Ucrania en 2012, según un informe de la ONU. El actual presidente del país, Volodímir Zelenski, es judío.